# Sumner (Waszyngton)
Sumner – miasto w Stanach Zjednoczonych, w stanie Waszyngton, w hrabstwie Pierce.